# Fokker D.I
O Fokker D.I (designação da empresa M.18) foi na verdade, apesar da ordem inversa da designação, um desenvolvimento do caça D.II. O "D.I" também voou em serviço austro-húngaro como um avião de treinamento de caça sob a designação B.III. Confundindo ainda mais a questão, tanto o D.II quanto o D.I chegaram à Frente no serviço alemão em momentos semelhantes, em julho-agosto de 1916. O principal designer foi Martin Kreutzer.

## Projeto e desenvolvimento
Semelhante ao "D.II", o D.I era um biplano de baia única ou "Einstielig" com asas não escalonadas. A parte superior da fuselagem era inicialmente paralela à asa superior e foi equipada com o motor Mercedes D.I de seis cilindros refrigerado a água de 101 hp (75 kW).
O controle foi alcançado usando o sistema de deformação das asas. As asas também foram testadas na forma de baía dupla ("Zweistielig"). Para melhorar a visibilidade, a seção central foi cortada e as asas foram ligeiramente escalonadas e a asa superior ligeiramente levantada.
Essas melhorias foram mantidas, e o avião foi encomendado para produção com um motor em linha Mercedes D.II de 119 hp (89 kW) e uma única metralhadora lMG 08 sincronizada de 7,92 mm (.312"). Os "B.III" austro-húngaros, serializados de 04.11 a 04.27, mantiveram o motor Mercedes D.I, e alguns estavam armados com uma metralhadora Schwarzlose MG M.07/12 montada acima da seção central.

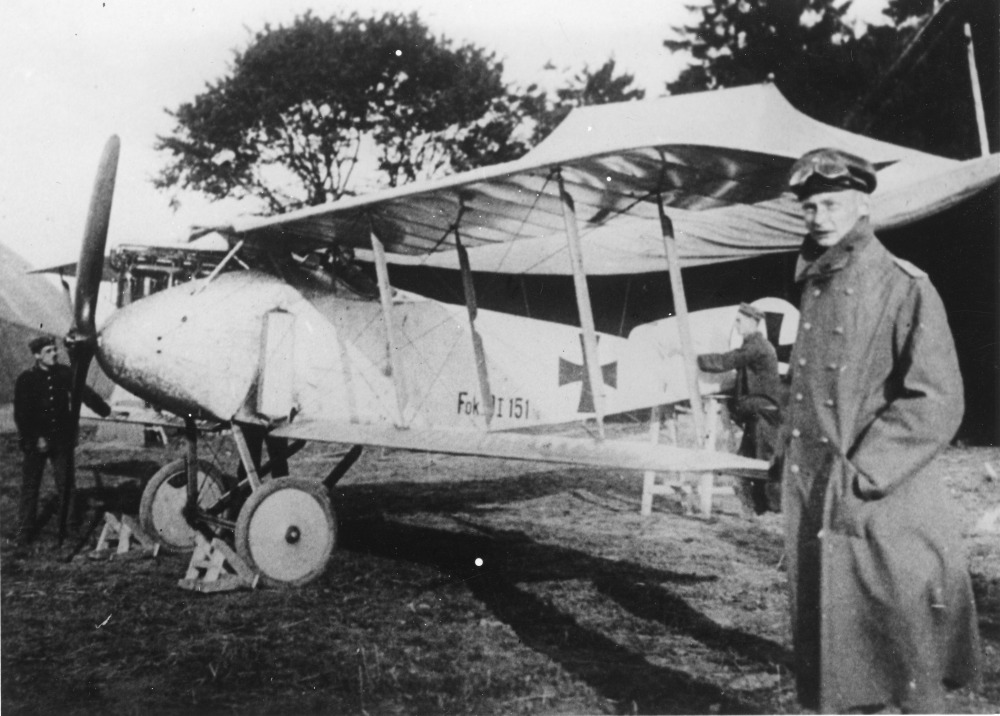
O Fokker D.I "151-1916".

## Histórico operacional
As entregas começaram em julho de 1916 e 90 caças D.I foram entregues à "Fliegertruppen" alemã e 17 caças B.III à "Luftfahrttruppen" austro-húngara, oito dos quais foram construídos sob licença pela "Magyar Általános Gépgyár" (MAG) na Hungria.
Um "B III" austro-húngaro foi experimentalmente equipado com um motor Mercedes D.III de 160 hp (119 kW). Outro tinha ailerons em vez de deformação das asas, e ainda outro tinha maior envergadura e asas recuadas.
Comparado com aeronaves em serviço na época, como o Albatros D.II e o Nieuport 11, o design e o desempenho deste Fokker eram decididamente inexpressivos, e a produção adicional não ocorreu.

## Operadores
Áustria-Hungria
- "Kaiserliche und Königliche Luftfahrtruppen"

 Império Alemão
- "Luftstreitkräfte"

 Império Otomano
- Forças de aviação do Império Otomano

## Especificações (D.I)
Dados de: German Aircraft of the First World War
Descrições gerais
- Tripulação: 1 piloto
- Comprimento: 6,3 m (21 ft)
- Envergadura: 9,05 m (30 ft)
- Altura: 2,55 m (8,4 ft)
- Área alar: 20 m² (215 ft²)
- Peso vazio: 463 kg (1 020 lb)
- Peso bruto (carregado): 670 kg (1 480 lb)

Motorização
- Número de motores: 1x
- Tipo do motor: Mercedes D.II em linha, de 6 cilindros refrigerado a água
- Potência por motor: 119 hp (88,7 kW)
- Descrição do propulsor/hélice: hélice de passo fixo de duas pás

Performance
- Velocidade máxima: 150 km/h (93,2 mph)
- Autonomia: 1.3 hs
- Razão de subida: 3.33 m/s
- Carga alar: 33.5 kg/m²

Armamentos
- Metralhadoras/canhões: * D.I 1 metralhadora "LMG 08/15" de 7,92 mm (.312") de disparo frontal
- B.III 1 metralhadora "Schwarzlose MG M.07/12" de 8 mm (.315") de disparo frontal montada acima da seção frontal